# Municipio de Franklin Grove
El municipio de Franklin Grove (en inglés: Franklin Grove Township) es un municipio ubicado en el condado de Lee en el estado estadounidense de Illinois. En el año 2010 tenía una población de 1416 habitantes y una densidad poblacional de 20,37 personas por km².

## Geografía
El municipio de Franklin Grove se encuentra ubicado en las coordenadas 41°49′26″N 89°18′46″O / 41.82389, -89.31278. Según la Oficina del Censo de los Estados Unidos, el municipio tiene una superficie total de 69.51 km², de la cual 69,48 km² corresponden a tierra firme y (0,04 %) 0,03 km² es agua.

## Demografía
Según el censo de 2010, había 1416 personas residiendo en el municipio de Franklin Grove. La densidad de población era de 20,37 hab./km². De los 1416 habitantes, el municipio de Franklin Grove estaba compuesto por el 96,96 % blancos, el 0,21 % eran afroamericanos, el 0,21 % eran amerindios, el 0,21 % eran asiáticos, el 1,06 % eran de otras razas y el 1,34 % eran de una mezcla de razas. Del total de la población el 2,47 % eran hispanos o latinos de cualquier raza.